# Dostonbek Khamdamov
Dostonbek Khamdamov, né le 24 juillet 1996 à Bekabad en Ouzbékistan, est un footballeur international ouzbek. Il évolue au poste d'ailier gauche au Pakhtakor Tachkent.

## Carrière

### En club
Le 23 février 2016, il inscrit un doublé en Ligue des champions d'Asie, contre le club saoudien d'Al Nassr Riyadh.
Rejoignant l'Anji Makhatchkala en début d'année 2018, il fait son retour en Ouzbékistan un an plus tard sous les couleurs du Pakhtakor Tachkent.

### En équipe nationale
Avec les moins de 17 ans, Khamdamov participe à la Coupe du monde des moins de 17 ans en 2013. Lors de cette compétition organisée aux Émirats arabes unis, il joue quatre matchs. L'Ouzbékistan atteint les huitièmes de finale du tournoi, en étant battu par le Honduras.
Avec les moins de 19 ans, il participe au championnat d'Asie des moins de 19 ans en 2014. Lors de ce tournoi organisé en Birmanie, il inscrit un but contre l'Indonésie. L'Ouzbékistan atteint les demi-finales de cette compétition, en étant battu par la Corée du Nord.
Il dispute ensuite avec les moins de 20 ans la Coupe du monde des moins de 20 ans 2015 organisée en Nouvelle-Zélande. Lors du mondial junior, il joue quatre matchs, inscrivant trois buts. Il inscrit un but contre le Honduras, puis un doublé contre l'Autriche. L'Ouzbékistan atteint les quarts de finale du tournoi, en étant battu par le Sénégal.
Il participe ensuite en janvier 2016, au championnat d'Asie des moins de 23 ans, avec la sélection olympique. Lors de cette compétition organisée au Qatar, il inscrit un but contre la Corée du Sud, puis un autre contre l'Irak.
Dostonbek Khamdamov honore sa première sélection avec l'équipe d'Ouzbékistan le 7 juin 2016, lors d'un match amical contre le Canada.

## Statistiques
| Saison                | Club                  | Championnat           | Championnat | Championnat | Coupe(s) nationale(s) | Coupe(s) nationale(s) | Compétition(s) continentale(s) | Compétition(s) continentale(s) | Compétition(s) continentale(s) | Ouzbékistan | Ouzbékistan | Total | Total |
| Saison                | Club                  | Division              | M.          | B.          | M.                    | B.                    | Comp.                          | M.                             | B.                             | M.          | B.          | M.    | B.    |
| 2014                  | FK Bunyodkor          | D1                    | 8           | 4           | 3                     | 0                     | -                              | -                              | -                              | -           | -           | 11    | 4     |
| 2015                  | FK Bunyodkor          | D1                    | 26          | 10          | 6                     | 4                     | ACL                            | 6                              | 0                              | -           | -           | 38    | 14    |
| 2016                  | FK Bunyodkor          | D1                    | 29          | 9           | 5                     | 1                     | ACL                            | 7                              | 2                              | 2           | 0           | 43    | 12    |
| 2017                  | FK Bunyodkor          | D1                    | 30          | 14          | 7                     | 4                     | ACL                            | 7                              | 1                              | -           | -           | 44    | 19    |
| Sous-total            | Sous-total            | Sous-total            | 93          | 37          | 21                    | 9                     | -                              | 20                             | 3                              | 2           | 0           | 136   | 49    |
| 2017-2018             | Anji Makhatchkala     | D1                    | 4           | 0           | -                     | -                     | -                              | -                              | -                              | 5           | 0           | 9     | 0     |
| 2018-2019             | Anji Makhatchkala     | D1                    | 5           | 0           | 2                     | 0                     | -                              | -                              | -                              | -           | -           | 7     | 0     |
| Sous-total            | Sous-total            | Sous-total            | 9           | 0           | 2                     | 0                     | -                              | -                              | -                              | 5           | 0           | 16    | 0     |
| Total sur la carrière | Total sur la carrière | Total sur la carrière | 102         | 37          | 23                    | 9                     | -                              | 20                             | 3                              | 7           | 0           | 152   | 49    |